# Nœud en huit
Le nœud en huit (ou nœud de huit) est un nœud couramment utilisé en tant que nœud d'arrêt. 
Il est relativement simple à défaire, n'abime pas trop le cordage, et forme un nœud plus gros que le nœud simple.

## Nouage

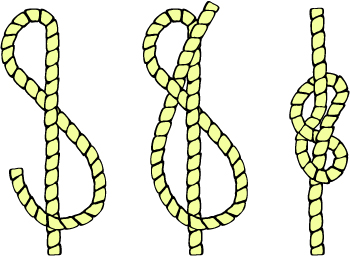
Réalisation d’un nœud en huit.

## Usage
Il est utilisé en matelotage pour éviter qu'une écoute (par exemple de foc) ne s'échappe lorsqu'elle est complètement lâchée. Dans ce cas, une marge de sécurité de 20 cm est laissée en cas de glissement du nœud à la suite de secousses. Tout nœud d’arrêt est cependant proscrit sur les écoutes et bras de spi qui doivent pouvoir filer sans obstacle en cas de problème.
En escalade, c'est habituellement le nœud qui est utilisé pour attacher la corde au baudrier du grimpeur. Il est alors doublé.

## Variantes
Afin d'obtenir un nœud plus gros, des torsades supplémentaires peuvent être ajoutées pour obtenir un nœud de neuf (#521) ou un nœud d'arrimeur (#522). Avec un grand nombre de torsades, on forme un nœud en queue de singe.
Le nœud en huit, doublement tressé, devient un nœud en double huit et permet de former une boucle, ou un ajut.
En héraldique, on l'appelle lacs d’amour.

## Mathématiques
Le noeud de huit n'est pas tricoloriable, ce qui permet de le différencier par exemple du noeud de trèfle.